# Ulmus laevis
Ulmus laevis, el olmo blanco europeo, olmo temblón u olmo pedunculado es un gran árbol de hoja caduca, perteneciente a la familia de las ulmáceas, cuya área de distribución es el Centro, Este y Sureste de Europa, así como Asia Menor; va desde el noreste de Francia al sur de Finlandia, y por el este llega hasta los Urales y por el sureste hasta Bulgaria y Crimea; hay también una población separada en el Cáucaso. Además, un pequeño número de árboles de esta especie que se han encontrado en España son considerados actualmente una población relicta más que una introducción de la mano del hombre, y posiblemente el origen de la población europea.

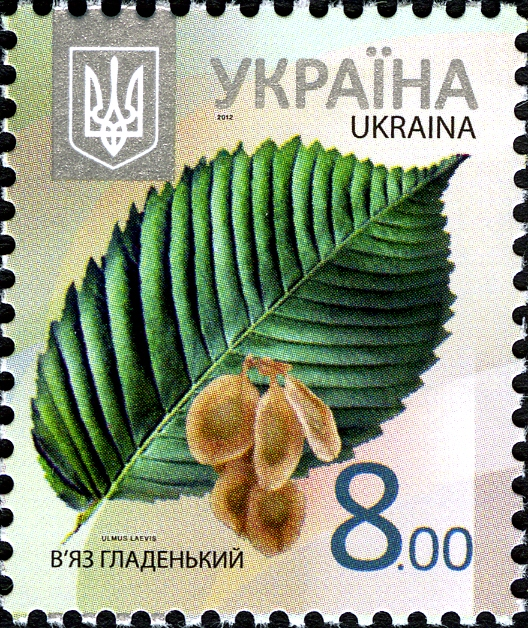
Sello postal de Ucrania

Esencialmente endémico del bosque aluvial, rara vez se encuentra a una altitud de más de 400 m. Más frecuentemente se encuentra a lo largo de ríos como el Volga y el Danubio, es uno de los pocos olmos tolerantes a condiciones del terreno inundadas y anóxicas. El olmo temblón es alógamo y está estrechamente emparentado con el olmo americano U. americana.

## Descripción
El árbol tiene una altura similar al olmo montano, aunque menos simétrico, con una estructura de ramas más floja y una coronación menos claramente redondeadas. Alcanza típicamente una altura y anchura de > 30 m, con un tronco < 2 m diámetro a la altura del pecho. El extenso sistema de raíces poco profundas en última instancia, forma altos contrafuertes distintivos en la base del tronco. Las hojas son caducas, alternas, simples elíptica con punta afilada, relativamente delgada, a menudo de textura casi como de papel y muy traslúcidas, con envés tomentoso. Las flores apétalas, polinizadas por el viento, aparecen antes que las hojas en primavera, se producen en racimos de 15-30; tienen 3-4 mm de ancho sobre tallos de 20 mm de largo. El fruto es un alado samara <15 mm de largo por 10 mm de ancho con un borde ciliado margen, la única semillaredondeada de 5 mmm madura a finales de la primavera. Este árbol es el que se distingue más fácil de entre otros olmos europeos por los largos tallos de las flores, y es el que está más estrechamente relacionado con el olmo americano U. americana, del cual difiere principalmente en la forma copa irregular y frecuentes brotes pequeños en el tronco.

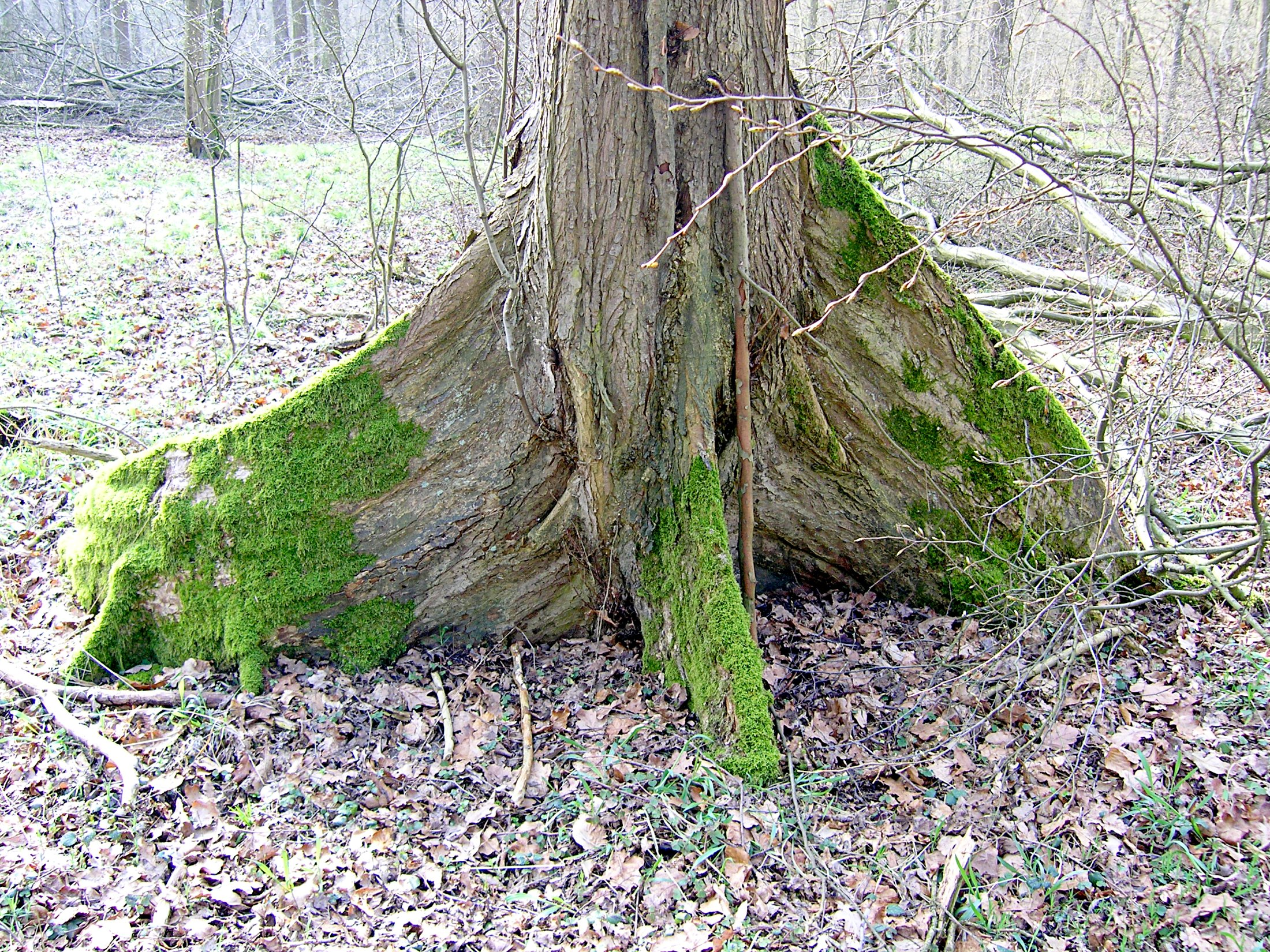
"Fortalezas" de U. laevis

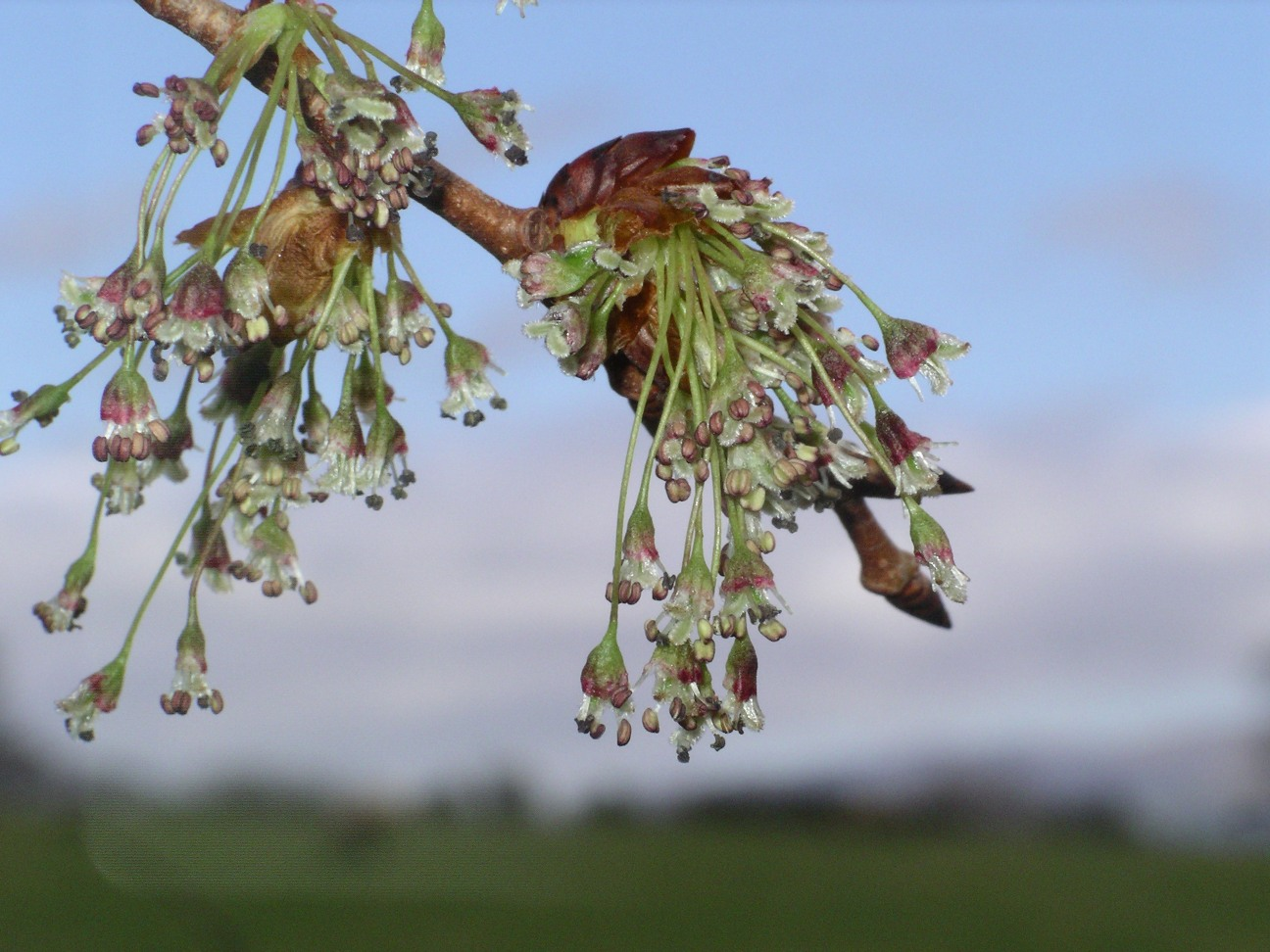
Flores de U. laevis; nótense los largos pedúnculos

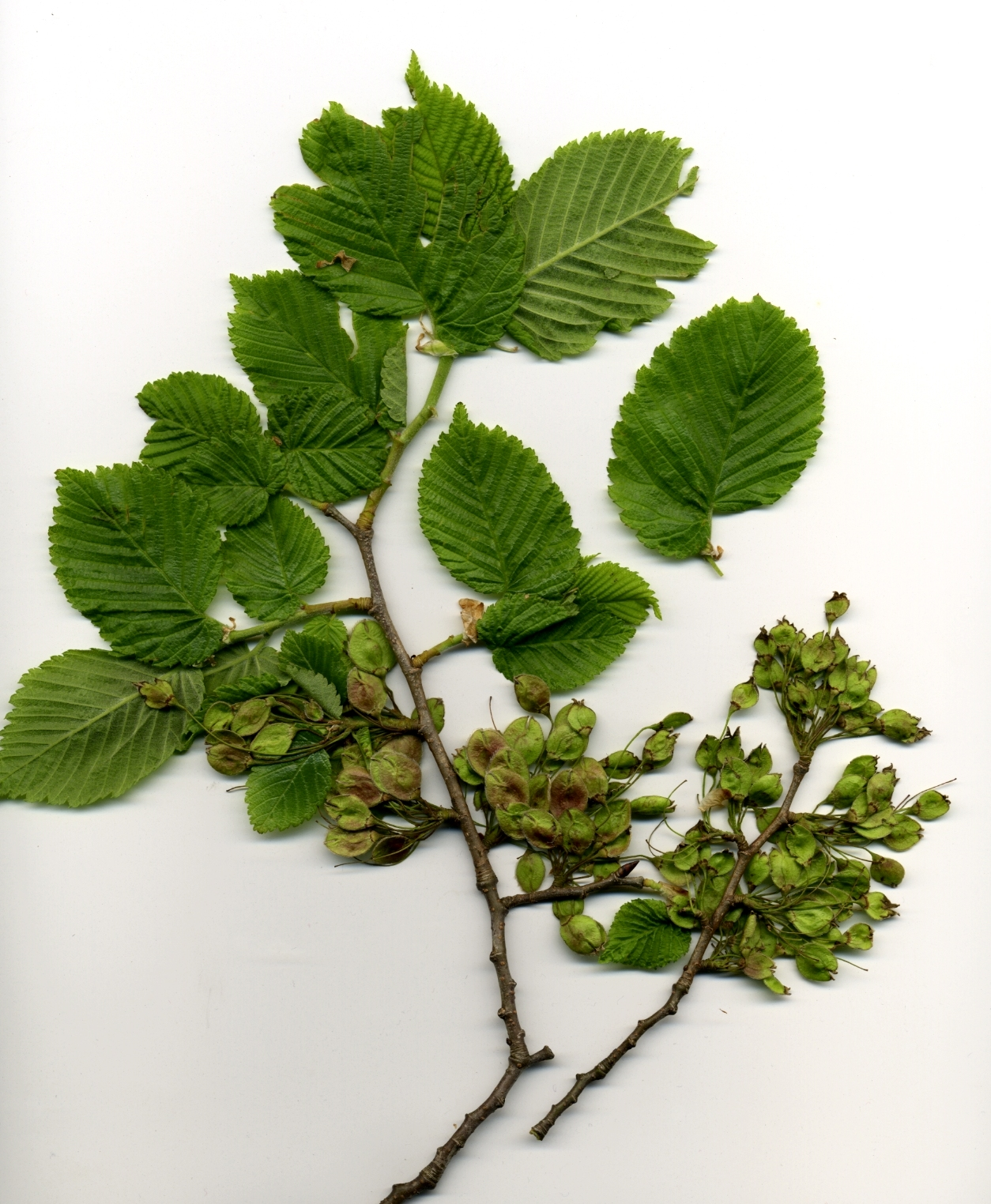
Hojas y semillas de U.laevis

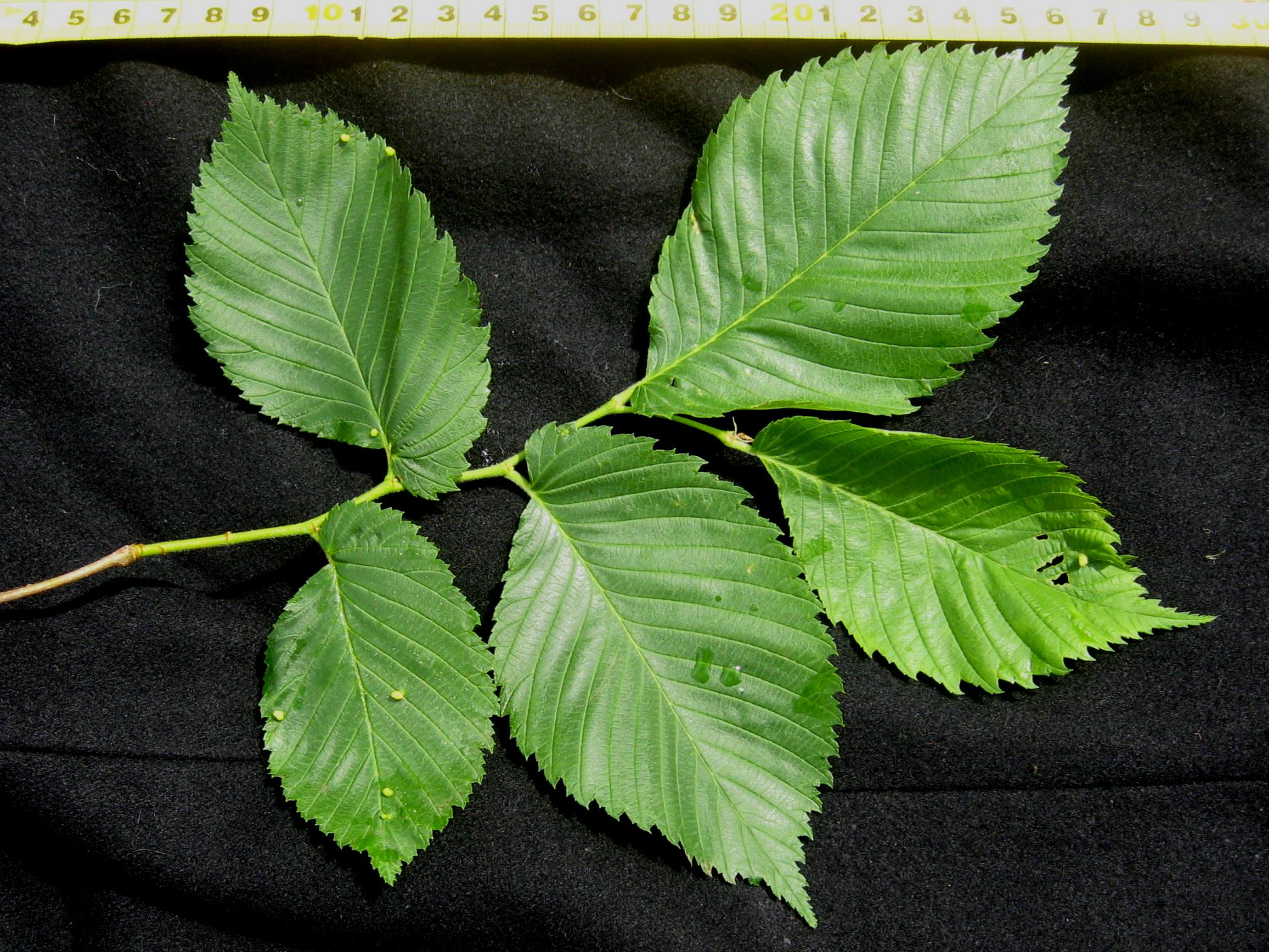
Hojas de U.laevis

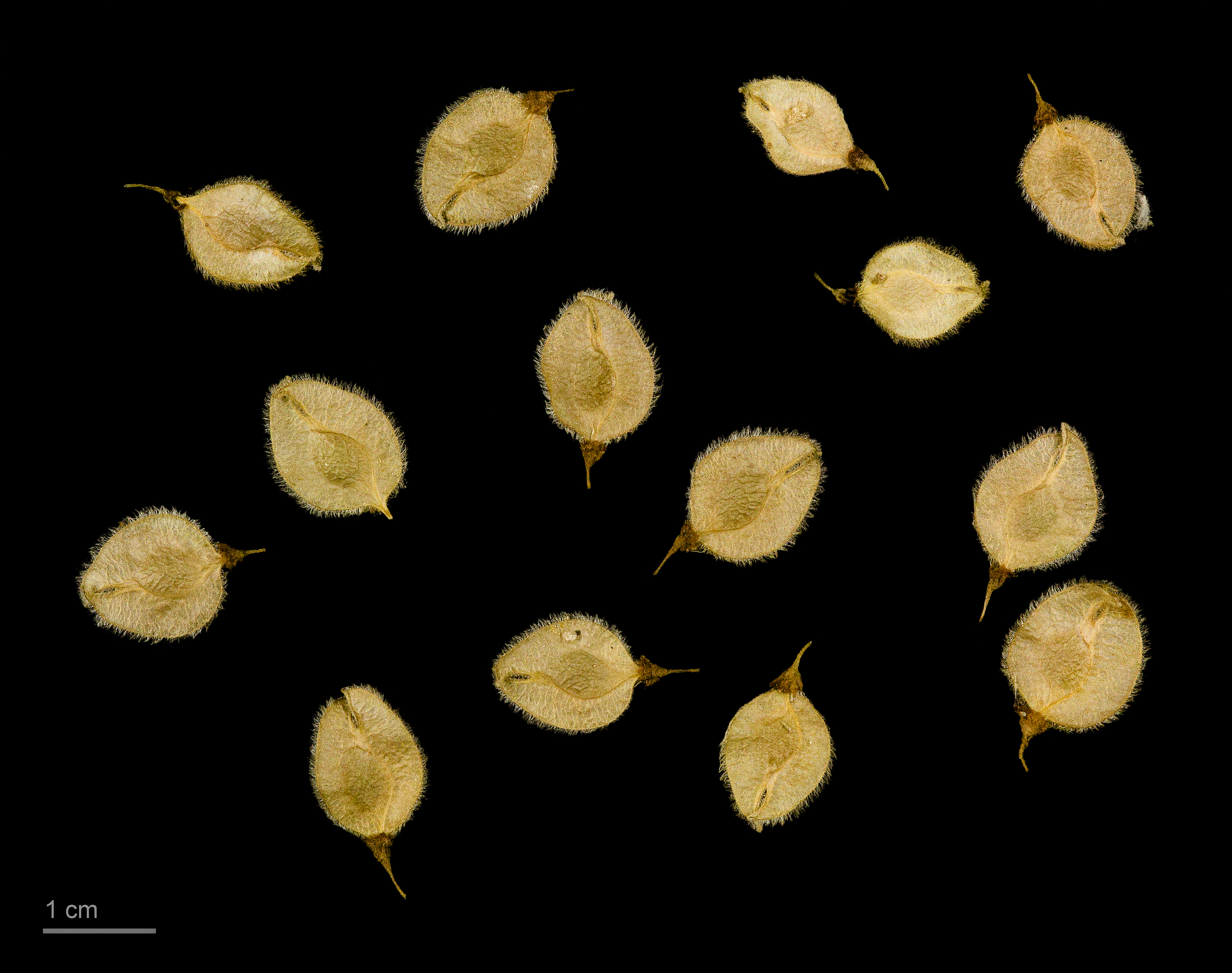
Ulmus laevis - Museum specimen

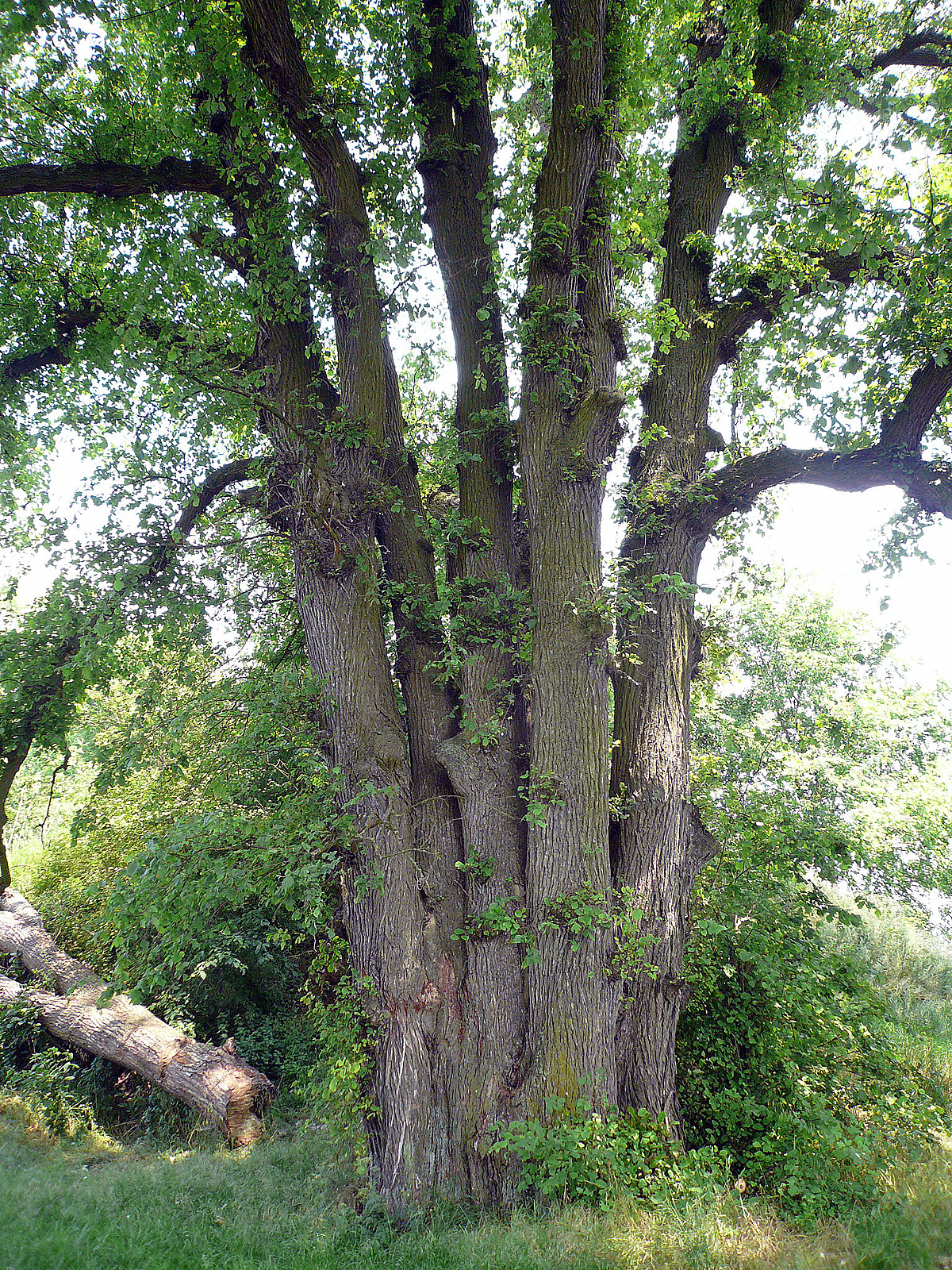
Tronco

## Plagas y enfermedades
Al igual que otros olmos europeos, las poblaciones naturales del olmo temblón tienen poca resistencia innata a la grafiosis, aunque la investigación por Cemagref ha aislado clones capaces de sobrevivir a la inoculación con el hongo causal, perdiendo inicialmente <70 % de su follaje, pero regenerándose con fuerza al año siguiente. Por otra parte, el árbol no es del gusto del vector de escarabajos de la corteza, que lo colonizan sólo cuando no hay alternativas disponibles otros olmos, una situación poco común en el oeste de Europa. La investigación en España ha indicado que es la presencia de un triterpeno, alnulin, lo que hace que la corteza del árbol sea poco atractiva para los escarabajos. De ahí que el declive de la especie en Europa occidental se deba principalmente a la deforestación en los valles fluviales, no a la enfermedad.
La especie tiene una sensibilidad de leve a moderada al Elm Yellows, pero una sensibilidad muy baja para el escarabajo de la hoja del olmo Xanthogaleruca luteola.

## Cultivo
Aunque ideal para las condiciones del suelo húmedo, el árbol puede seguir creciendo, aunque más lentamente, en sitios secos incluyendo colinas cretácicas. Sin embargo, un factor primordial en la elección de un sitio es la exposición. El olmo temblón es de madera relativamente débil, mucho más que el olmo de Lock (Ulmus minor), y por ello es una elección inapropiada para lugares con mucho viento. En los ensayos en el sur de Inglaterra por Butterfly Conservation, los árboles jóvenes de menos de 5 m de altura fueron gravemente dañados por las ráfagas de 40 nudos (75 kmh) en pleno verano.
Esta especie nunca se introdujo ampliamente en los EE. UU., pero está representado en varios arboretos. En el Lejano Oriente, el árbol ha sido plantado en la provincia de Xinjiang y otros lugares en el norte de China; la plantación en la ciudad de Tongliao se sabe que ha sido particularmente exitosa. Se sabe que también se ha introducido el olmo temblón en Australia. En los últimos años, el árbol ha disfrutado de un pequeño renacimiento en Inglaterra. Es un huésped popular para las larvas de la mariposa Satyrium W-album en toda Europa, por ello lo panta Butterfly Conservation y otros grupos para restablecer las poblaciones locales diezmadas por los efectos de la grafiosis sobre los olmos nativos o arqueofíticos. El Cheshire Wildlife Trust, por ejemplo, está plantando 1000 olmos temblones en sus reservas en el antiguo distrito de Vale Royal.

## Usos
La madera del olmo temblón es de mala calidad y por lo tanto de poca utilidad para el hombre, ni siquiera como leña. Su densidad es considerablemente menor que el de otros olmos europeos.

## Propagación
Por lo general, es fácil de cultivar a partir de semilla sembrada a una profundidad de 6 mm en compost normal y bien regado. Sin embargo, como la viabilidad de las semillas puede variar mucho de año en año, puede ser más fiable el método de esquejes tomados en junio. Los esquejes brotan rápidamente, bien dentro de quince días, produciendo rápidamente una matriz densa de raíces.

## Árboles notables
Los tres mayores árboles conocidos en Europa se encuentran en Toledo en España (3 metros de tronco y 34 metros de alto con más de 500 años), Gülitz en Alemania (3 m de ancho a la altura del pecho) y Komorów en Polonia (2,96 m). El Campeón del Reino Unido está en Ferry Farm, Harewood, Cornualles (27 m de alto, 1,8 m). Otros ejemplos en el Reino Unido son pocos y distantes entre sí, pero a veces de gran edad. Varios sobreviven en medio de olmos nativos enfermos cerca de Torpoint en Cornualles; ; otros se pueden encontrar en Edimburgo (La zona de Meadows); Londres (Riverside Walk, cerca del Real Jardín Botánico de Kew y en Peckham y Tooting); Chelmsford (junto al Chelmer en el Campus de Rivermead) [2009]; Brighton & Hove; y cerca de St. Albans. En los EE. UU., un árbol con fama de magnífico crece en Portland, Oregón, pero sus dimensiones y edad no se conocen.

## Subespecies y variedades
La especie no está dividida en las subespecies o variedades. Una variedad celtidea (a veces tratada como una especie) de lo que hoy es Ucrania fue documentada por Rogowicz a mediados del siglo XIX, pero no se conocen ejemplos supervivientes.
En Rusia se conocen varias formas decorativas: f. aureovariegata, f. argentovariegata, f. rubra y f. tiliifolia.
En comparación con las especies europeas U. glabra y U. minor, U. laevis ha recibido escasa atención hortícola, habiendo sólo cinco cultivares registrados, ninguno de los cuales se sabe que siga cultivándose, con la posible excepción de 'Colorans' y 'Pendula': Aureovariegata, Colorans, Ornata, Pendula,  Punctata, Urticifolia.  
U. laevis no hibrida naturalmente, algo que tiene en común con el olmo americano U. americana con el que está estrechamente relacionado. Los pocos casos reportados de hibridación artificial en el siglo XIX son considerados sospechosos.

## Investigación
La investigación sobre Ulmus laevis Pall. en España está encabezada por el Dr. D. Luis Alfonso Gil Sánchez (catedrático de la Universidad Politécnica de Madrid) dentro del programa de Mejora de los Recursos Genéticos de los Olmos Ibéricos. El estudio de las poblaciones relictas del sur peninsular,las cuales parecen ser el origen de la especie en Europa, se está llevando a cabo por el Dr. D. Raúl Tapias Martín de la Universidad de Huelva.

## Taxonomía
Ulmus laevis fue descrito por Peter Simon Pallas y publicado en Flora Rossica 1(1): 75, t. 48, f. F. 1784.
Etimología
Ulmus: nombre genérico que es el nombre clásico griego para el olmo.
laevis: epíteto latíno que significa "dentado"
Variedades
- Ulmus laevis var. celtidea Rogowicz
- Ulmus laevis var. parvifolia Jovanović & Radulović
- Ulmus laevis var. simplicidens (E. Wolf) Grudz.

Sinonimia
- Ulmus acuta Dumrt.
- Ulmus ciliata Ehrh.
- Ulmus effusa Willd., Loudon, Willkomm, Fliche
- Ulmus octandra Schkuhr
- Ulmus pedunculata Foug.
- Ulmus petropolitana Gand.
- Ulmus racemosa (not Thomas), Borkh.
- Ulmus reticulata Dumrt.
- Ulmus simplicidens E. Wolf[14]